# ピエール＝ジュール・エッツェル
ピエール＝ジュール・エッツェル (仏: Pierre-Jules Hetzel、1814年1月15日 - 1886年3月17日) はフランスの編集者、小説家、翻訳家、政治家。
彼は特にジュール・ヴェルヌ作品の編集者として知られる一方、P・J・スタールなどの名義で文筆活動を行ない、オルコットの「若草物語」などの外国文学も翻訳した。

## 生涯

### 出生
彼の父親であるジャン・ジャック・エッツェルは、1781年3月31日にストラスブールで生まれた。家系は古いアルザスのプロテスタント派で、ジャンはシャルトル駐留の軽騎兵連隊騎兵長を務めていた。彼は1852年9月23日にこの地で死去した。母親のルイーズ・ジャクリーヌ・シュヴァリエは1777年10月2日にマメールで生まれ、旅人や貧民のための病院で助産師を務めていた。彼女は1859年7月19日にこの地で死去した。2人は1813年4月28日にシャルトルで結婚した。ピエール＝ジュール・エッツェルは1814年1月15日にシャルトルで生まれた。

### キャリア
彼はシャルトルで学び始め、1827年にパリのスタンの半額給付学生となった。1829年、彼は4等級クラスにおけるラテン語の試験で2番となり、1831年には2等級クラスのラテン語の試験で3番、1832年には修辞学におけるフランス語弁論で4番となった。同年8月にスタンを卒業し、1834年1月には法律を学ぶためにストラスブール大学に入学した。

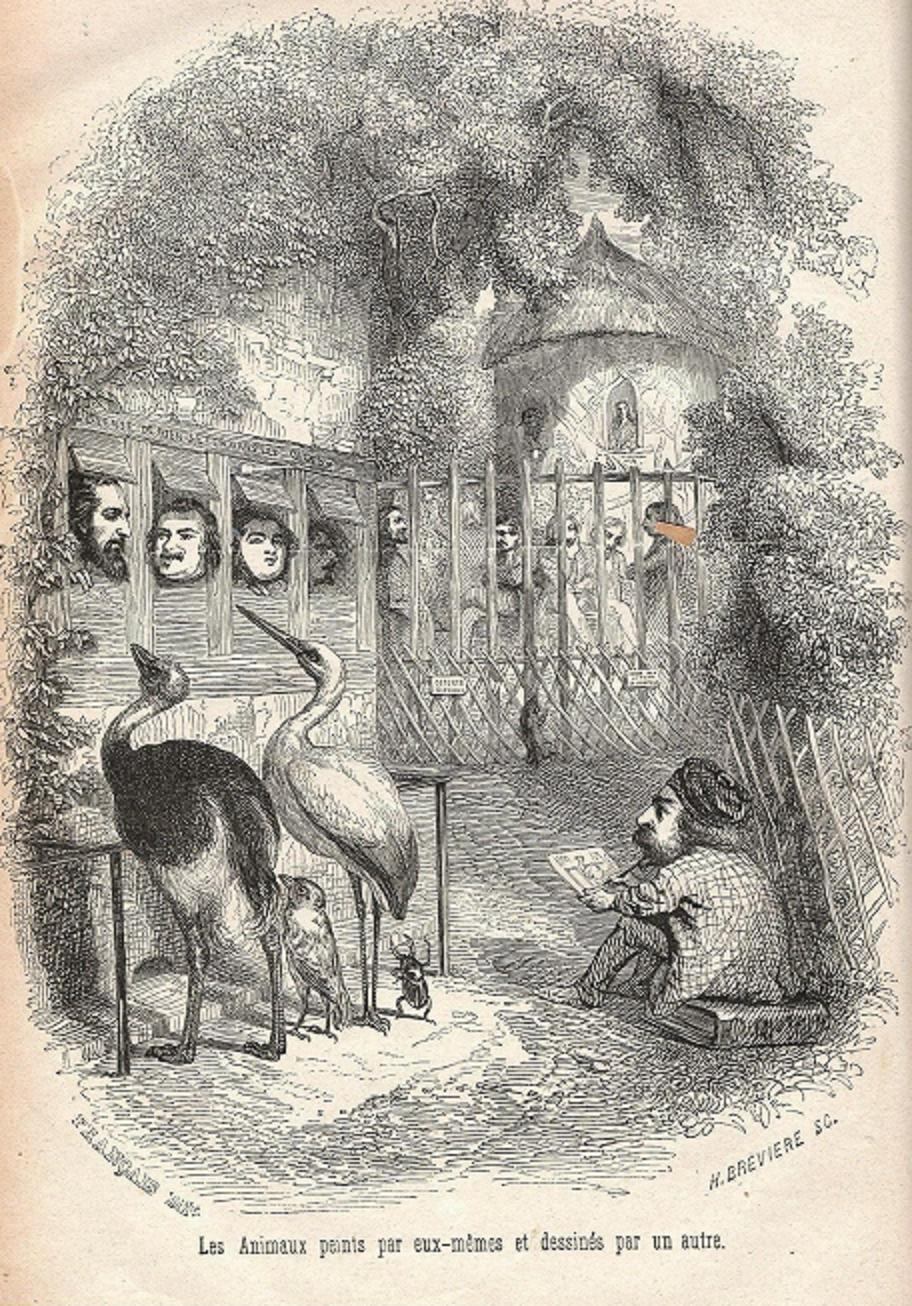
『動物の公私生活場面』
グランヴィル画。エッツェル、バルザック、サンド、ジャニンの肖像が見える。

しかし、彼は学業を放棄し、1835年にセーヌ通りにあるポーリン書店で働き始め、1837年に自分の出版社を設立した。彼は歴史家テオフィル・ラヴァレの「ガリア人の時代から1830年までのフランス史」（Histoire des Français depuis le temps des Gaulois jusqu'en 1830, Paris）を出版したほか、クロモリトグラフを用いた美麗な出版物を売り物にしていた競合出版社、レオン・キュルメに対抗した「時祷書」も出版した。
彼が最初の成功を収めた本は "Scènes de la vie privée et publique des animaux"（動物の公私生活場面）という作品である。これは複数の作家による、1839年から1840年にかけての現代風俗などを諷刺した短編集である。寄稿者はオノレ・ド・バルザック、ジョルジュ・サンド、シャルル・ノディエ、ルイ・ヴィアルド、J・J・グランヴィルなどで、エッツェルもP・J・スタールという偽名で寄稿した。それは、バルザックの「イギリスの猫の心痛」を意識した、"Peines de cœur d'une chatte française"（フランスの猫の心痛）と題する作品などである。
1843年、彼はP・J・スタール名義で小説『好きな場所への旅行』（Voyage où il vous plaira）を出版した。イラストはトニー・ジョアンである。同年には、雑誌 "Nouveau magasin des enfants"（新しい子供の雑誌）を設立した。寄稿者にはシャルル・ノディエ、トニー・ジョアン、アレクサンドル・デュマ・ペール、ジョルジュ・サンド、アルフレッド・ド・ミュッセ、ベルテル、ポール・ガヴァルニなどがいた。
彼は『動物の公私生活場面』の協力者とともに、短編小説の叢書「パリの悪魔」を立ち上げた。 内容はパリとパリジャンたちの慣習と習慣、パリ市民の性格と肖像画、彼らの私生活、公共、政治、芸術、文学、産業活動の全体像などである。寄稿者にはジェラール・ド・ネルヴァル、アンリ・モニエ、タクシル・ドロールがおり、テオフィル・ラヴァレは各巻の序文にパリの歴史と地理について寄稿し、イラストはガヴァルニとグランヴィルが担当した。彼は「特定のタイプのパリジャン」を書くことによって、1835年9月8日に制定された報道法をきっかけとして生まれた、グループの特徴と行動を描く文学運動を推進するキュルメと競う意図があった。
1848年、熱心な共和主義者のエッツェルは、時の外務大臣アルフォンス・ド・ラマルティーヌの首席補佐官と海軍大臣を務めた。フランス第二帝政の出来を告げる1851年12月2日のクーデターが起こると、彼はベルギーに追放されるが、出版者としての活動を続け、ヴィクトル・ユーゴーの諷刺詩集「懲罰」を秘密裡に出版した。 ユーゴーは、1852年9月7日付けのエッツェルにあてた手紙でナポレオン3世のクーデターを非難するための「懲罰詩集」の起稿を宣言するとともにこう書いている。
今のところ、純然たる詩を出版することは不可能だと思いました。それは軍縮効果があるでしょう。そして私はこれまで以上に武装していて、より多くの戦いをしています。
1855年、彼は内務大臣から彼の関心事を解決するために1か月間の休暇を与えられ、フランスのパリに戻ることを許可された。彼は重い病気の母を見舞うためにシャルトルに行き、さらに1か月の休暇を申請してブリュッセルに向かった。フランス自由帝国が成立後、彼はフランスに戻り、ピエール＝ジョゼフ・プルードンの作品を出版し、 シャルル・ボードレールを支援し、ギュスターヴ・ドレの挿画によるシャルル・ペローの作品を出版した。彼はジャン・メイスが参加した雑誌 "Bibliothèque illustrée des Familles" を設立し、1864年には子供向けの雑誌「教育娯楽雑誌」を創刊した。この雑誌は科学とフィクションを調和させるために、学者・作家・イラストレーターを結集させて、保持するのが難しい教育学のために役立てるというもので、彼の実証主義に基づくものだった。

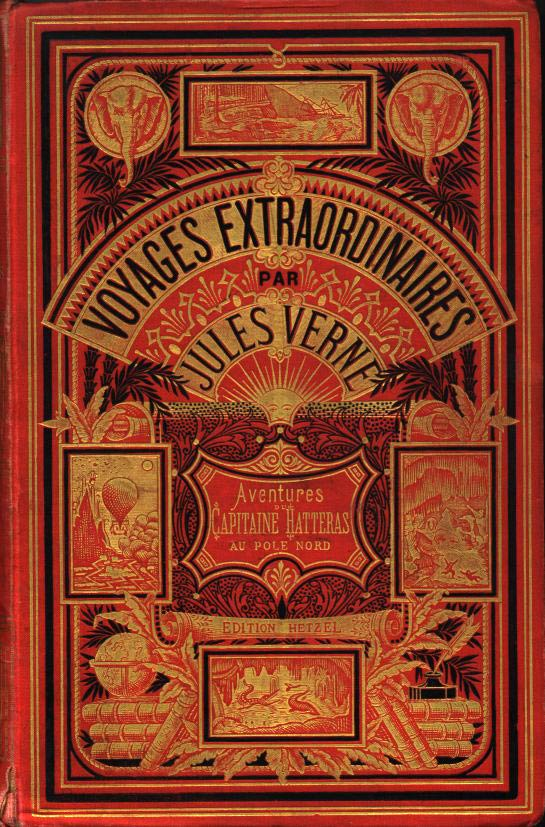
ヴェルヌ「驚異の旅」第1巻
「ハテラス船長の冒険」挿絵版

1861年、エッツェルがのちに非常に有名な作家となる、若いジュール・ヴェルヌに出会ったのは、3年前に出版契約を結んでいたアルフレッド・ド・ブレアとの縁によるものだった。彼が大成功を収めたのは、おもにジュール・ヴェルヌの「驚異の旅」シリーズを通じてだった。これらは「教育娯楽雑誌」に掲載されたあと、新年のプレゼント（エトレンヌ）を想定した3つの形式で出版された。それは、ほぼテキストのみの版、挿絵が少し入った小さな版、挿絵がふんだんに入った大きな版である。彼はここでふたたびP・J・スタールのペンネームを使い、青年向けの長編小説を発表した。ピエール＝ジュール・エッツェルは1886年3月17日に世を去り、モンパルナス墓地の7区に埋葬された。彼の出版社 "J.Hetzel & Cie." は息子のルイ・ジュール・エッツェルに引き継がれたが、1914年にエディシオン・アシェットに買収された。

### セーヴルの公開資料
エッツェルは、ムードンのベルビューにある自宅に当時の偉大な作家を何名か招き入れた。 彼の本のいくつかは現在セーヴル・エッツェル基金の市立メディア図書館に保管されている。2015年10月1日、セーヴル図書館はフランス国立図書館（BnF）のデジタル化サービス部門に63冊のエッツェル・コレクションを提供した。ここには "La Petite Bibliothèque blanche" コレクションからの20タイトルと、"Bibliothèque d'Éducation et de Récréation" コレクションからの43巻、18の形式による製本版が含まれている。これらのデジタル版はBnFとGallica、セーヴル・メディア・ライブラリーサイトで閲覧できる。2020年4月9日以降、セーヴル・メディア・ライブラリーの出版社、ピエール＝ジュール・エッツェルの個人図書館の書誌データは、フランスの図書館に保管されている約三千万件の文書を検索するフランスの集合カタログを統合した。さらに、CCFRヘリティッジ・データベースで参照できるように図書館とドキュメンタリー・ファンドCCFRディレクトリへのアクセスを提供している。

### 家族

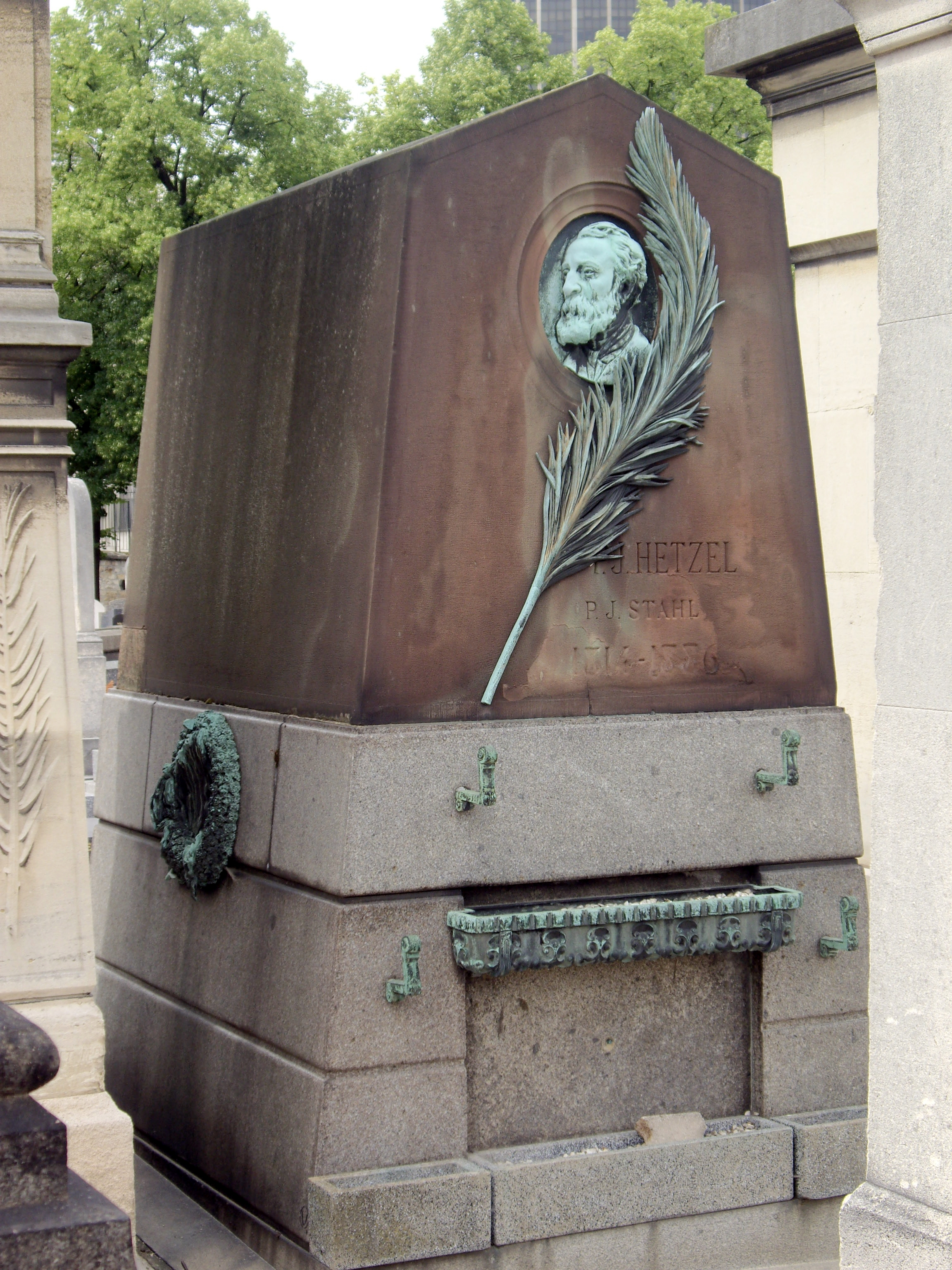
P-J・エッツェルの墓碑
(メダイヨンはF.Stecchi作)

彼の家族はプロテスタント派だったが、それが彼のビジネスに干渉しない限りにおいては彼は無神論者だった。何人かの伝記作家は、エッツェルが無神論者であるにもかかわらず、商業的な理由でジュール・ヴェルヌに対して彼の物語にもっと家族的な価値観を含めるよう促したという事実を強調している。1852年10月13日、エッツェルはパリ9区でキャサリーヌ・ソフィー・クウィリン・フィッシャー（Catherine Sophie Quirin Fischer）と結婚した。 彼女は1816年6月6日にストラスブールで生まれ、1891年7月3日にシャロン通りの自宅で死去した。夫婦は2人の子供をもうけた。娘のマリー・ジュリーは1840年1月4日パリで生まれ、1853年3月9日にブリュッセルで死去した。息子のルイ＝ジュール・エッツェルは1847年11月8日にパリ2区で生まれ、1930年12月6日にパリ7区で死去した。彼は1884年に父の出版社を引き継ぎ、1914年に会社をエディシオン・アシェットに売却した。

## 作品

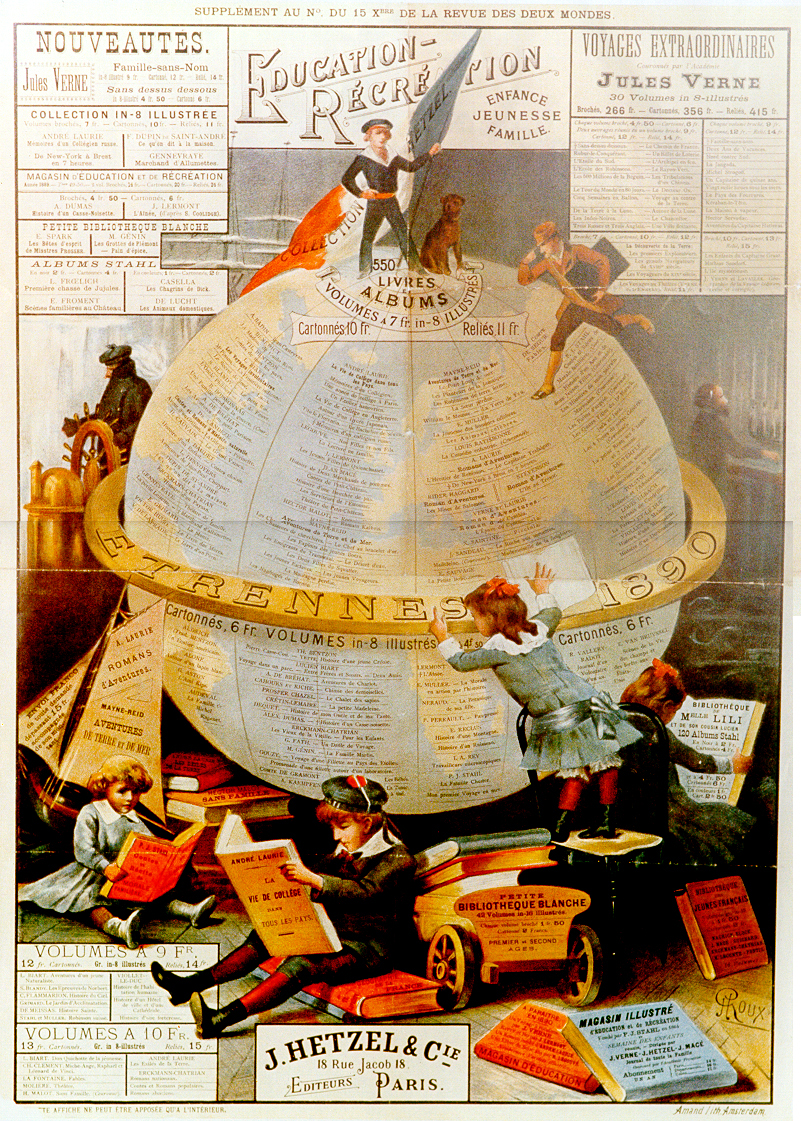
エッツェルの出版社 "J.Hetzel & Cie." の広告
ジョルジュ・ルー画、1890年

### P・J・スタール名義作（抜粋）

「好きな場所への旅行」扉絵
トニー・ジョアン画、1843年